# 濱海曼徹斯特
濱海曼徹斯特（英語：Manchester-by-the-Sea）是位於美國麻薩諸塞州艾塞克斯縣的鎮。
该镇位于安角南侧，在半岛与大陆的交汇处。1629年欧洲人开始在此定居，大约在之前十年，一场流行病夺去了许多印第安原住民的生命。自1645年建镇以来，渔业一直是该镇的主要产业，而在19世纪中期，它开始发展成为一个受欢迎的海滨度假胜地。
该镇曾出现在许多电影和电视剧中，尤其是2016年同名电影《海边的曼彻斯特》。

## 名称
曼彻斯特这一名称自1877年由波士顿出版商詹姆斯·T·菲尔兹（James T. Fields）在一次本地聚会中首次提出，并逐渐为人所用。为了避免与附近规模更大的新罕布什尔州曼彻斯特市混淆，该镇的名称在1989年一次市镇会议投票，以97票对95票的微弱优势通过后正式更改。

## 人口
根據2020年美國人口普查的數據，海邊的曼徹斯特的面積為47.30平方千米，當中陸地面積為23.90平方千米，而水域面積為23.40平方千米。當地共有人口5395人，而人口密度為每平方千米114人。